# 哈洛德百貨公司
哈洛德百貨是一家位於英國倫敦騎士橋的百貨商店，擁有近二百年歷史。它現由卡塔爾投資局旗下的「卡塔爾控股公司」經營。哈洛德的品牌名也用於哈洛德集團旗下的哈洛德銀行（英語：Harrods Bank） 、哈洛德不動產公司（英語：Harrods Estates）、哈洛德航空（英語：及Air Harrods）等企業，以及哈洛德布宜諾斯艾利斯（英語：Harrods Buenos Aires，由哈洛德集團出售於1922年）。
該百貨店鋪占地5-英畝（20,000-平方），擁有330個銷售部門，涵蓋一百萬平方呎(90,000 平方米)的銷售空間。
哈洛德的銘言是Omnia Omnibus Ubique，即是拉丁文的“萬事萬物，無處不在”。 其中的幾個部門，包括季節性的聖誕部門和食品廳最為眾人周知。

## 歷史

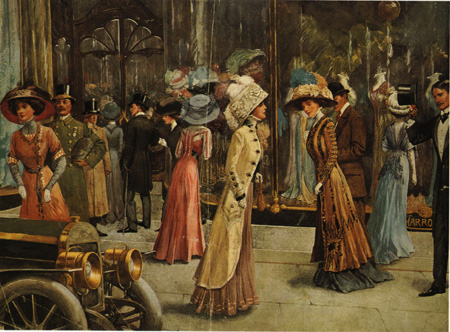
1909年，當時上流階級的倫敦人在哈洛德百貨前穿梭的圖畫

哈洛德百貨在1834年於倫敦東區，創立者查爾斯·亨利·哈洛德（Charles Henry Harrod，1799–1885）對茶相當有興趣，因而在斯特普尼成立了一批發商。1849年，為了遠離城市中心的髒亂，並把握1851年在海德公园舉辦的萬國工業博覽會所帶來的商機，哈洛德便頂下騎士橋附近的一個小商店，也就是現今百貨所在的位置。開始經營時，店鋪只有一個房間，只雇用兩名助理和一名傳信者，但哈洛德的兒子查爾斯·迪比·哈洛德（Charles Digby Harrod）仍將生意發展的有聲有色，販賣藥品、香水、文具、水果和蔬菜，此後哈洛德百貨迅速的擴張，並收購相鄰的建築，雇用了100位的員工。
然而，百貨竄紅帶來的財富在1883年12月上旬的大火一夕成空。驚訝的是，災禍過後，查爾斯·哈洛德仍向顧客保證耶誕節前夕仍有代客送禮的服務，也因此賺了一大筆錢。不久之後，新的建築在原址重建，在諸多重要的顧客的心中建立起良好的公司形象，如作家奥斯卡·王尔德、傳奇女演員莉莉·兰特里和爱伦·泰瑞、男演員诺埃尔·科沃德、精神學家西格蒙德·弗洛伊德、作家A. A. Milne，和其他許多的英國皇室家族成員。
1898年，哈洛德百貨建立了世界第一座手扶梯，並提供白兰地酒以舒緩顧客搭乘手扶梯時的緊張感。

### 重要歷程

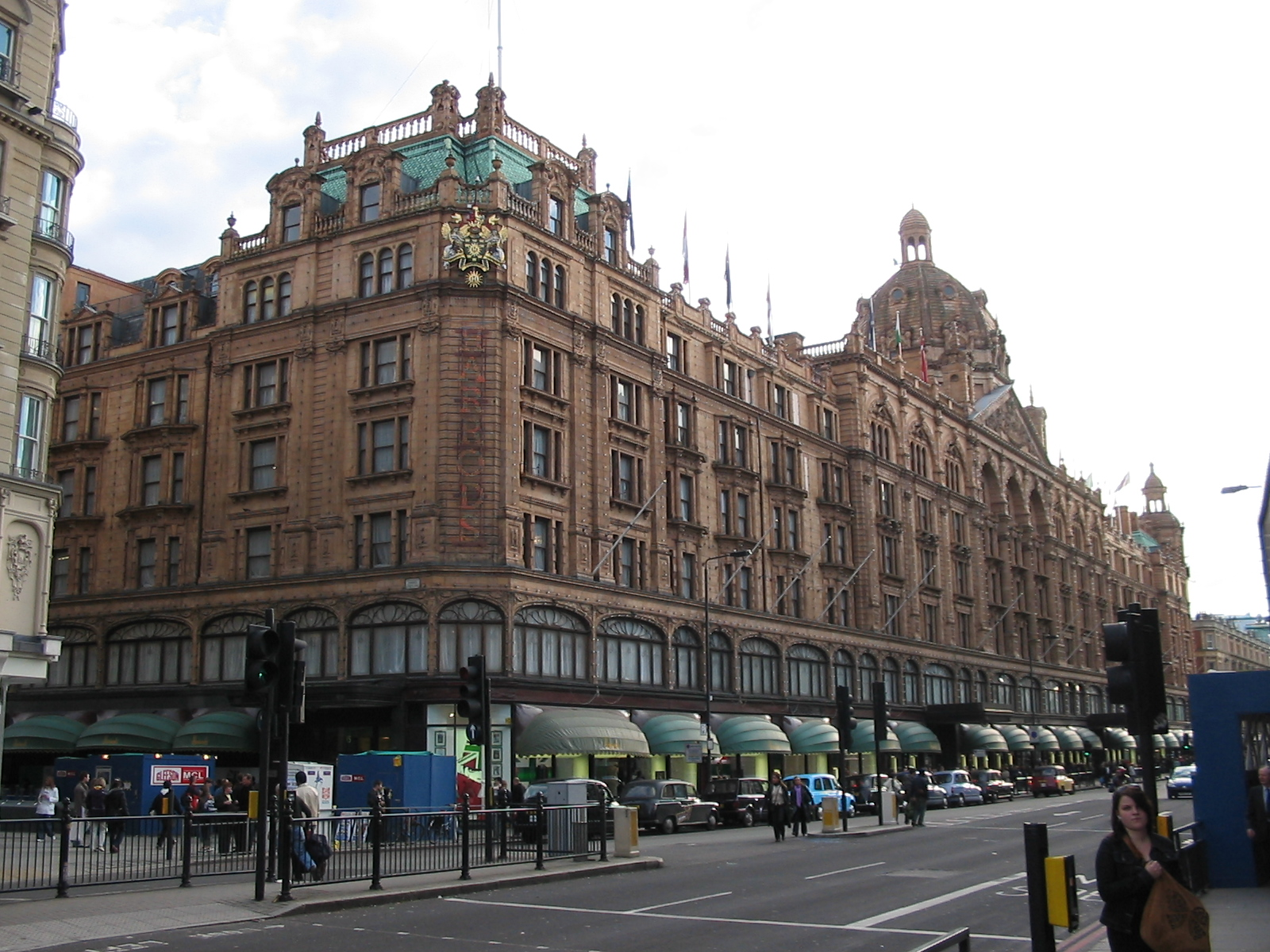
位于伦敦騎士橋的哈洛德百貨公司

- 1834年，查爾斯·亨利·哈洛德（1799－1885）在倫敦東區創立一間批發雜貨店。
- 1849年，批發店搬遷至骑士桥，靠近海德公园。
- 1861年，百貨由哈洛德之子查爾斯·迪比·哈洛德（1841－1905）接手後，大幅度的重整。
- 1883年12月6日，一場大火燒掉了店鋪，哈洛德家族因而有機會新建一個更大的建築。
- 1889年，查爾斯·迪比·哈洛德退休，同時百貨正式登入伦敦证券交易所，名為「哈洛德商店股份有限公司」（Harrod's Stores Limited）。
- 1905年，由查爾斯·威廉·史蒂芬斯設計的新建築完工[3]。
- 1912年，開設唯一的海外分店，位在阿根廷的首都布宜諾斯艾利斯，在1940年代晚期時與脫離母店獨立，仍使用「哈洛德（英语：Harrods Buenos Aires）」名稱。
- 1914年，購併Regent街上的Dickins & Jones百貨。
- 1919年，購併曼彻斯特的Kendals百貨，1920年代使用哈洛德名稱不久後，因顧客和員工抗議，又換回Kendals。[4]
- 1959年，由英國的House of Fraser百貨控股公司併購。
- 1983年，一顆炸彈遭到引爆，六個人不幸喪命。
- 1985年，百貨由穆罕默德·法耶茲以6億1500萬英镑買下。
- 1994年，House of Fraser和哈洛德間的關係惡化，百貨仍由法耶茲家族持有，House of Fraser登上伦敦证券交易所。
- 1997年，英國法院命令位在布宜諾斯艾利斯的已獨立的哈洛德百貨停止使用哈洛德名稱。[5]
- 2006年，哈洛德102百貨在總店旁開設，內有Krispy Kreme甜甜圈專賣店、Yo! Sushi壽司店，以及花店、藥草店、按摩店和活氧spa店。
- 2006年，穆罕默德·法耶茲最年輕的兒子Omar Fayed進入哈洛德百貨工作。
- 2009至10年，在新加坡國際機場1號客運大樓及2號客運大樓以授權型式各開設1間商店專賣「Harrods」品牌產品。
- 2010年5月8日，穆罕默德·法耶茲以15億英鎊（約170億港元）出售哈洛德（Harrods）給卡塔爾控股公司。使其成為百貨公司第五名擁有者。

## 皇家認證
哈洛德百貨曾擁有以下英國皇家認證： 
- 伊丽莎白二世：家居用品
- 菲利普親王 (愛丁堡公爵)：服飾
- 威爾士親王查爾斯：服飾和馬鞍

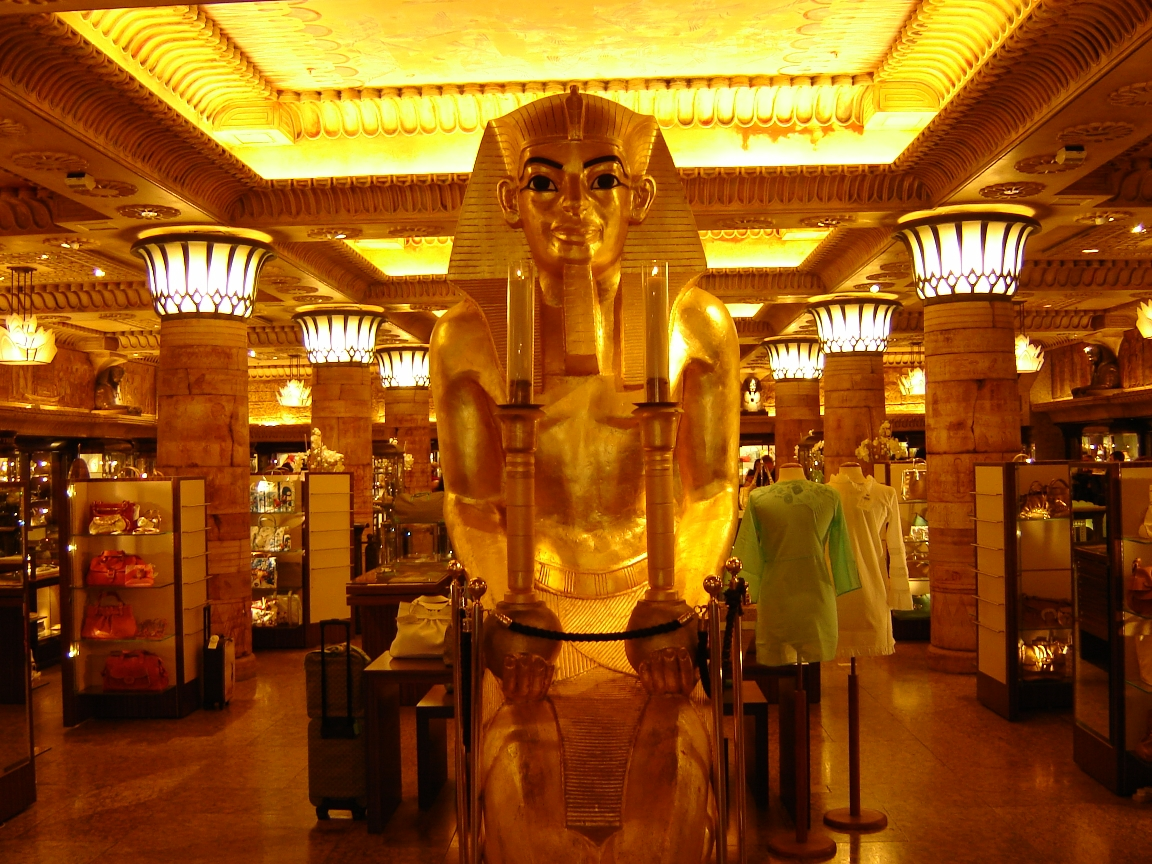
哈洛德百貨的服飾部，充滿了濃烈的古埃及風格色彩，百貨內的許多內部裝潢採用古埃及的主題以呈現持有人的傳統

- 伊麗莎白·鮑斯-萊昂 (伊莉莎白王太后)：瓷器和玻璃製品

哈洛德百貨自1956年以來就持有愛丁堡公爵的認證，但於2000年遭菲利普親王撤銷，因為百貨與公爵的貿易關係大幅衰落。
百貨持有人穆罕默德·法耶茲接著就將百貨內所有皇室認證的標誌全部移除，但其他獲頒的皇室認證仍然有效，直到2000年底皇室認證全部失效。自1997年黛安娜王妃去世後，從未有認證授與人在哈洛德百貨消費過。

## 產品和服務
哈洛德百貨的330個部門提供了多元化的產品和服務。產品包括服飾（男女裝、童裝、嬰兒裝）、電器、珠寶、運動器材、結婚禮服、寵物和周邊產品、玩具、飲食、健康美容產品、禮品、文具、家居用品、家電、家具等等。
百貨內服務設施包括：28間餐廳（提供下午茶、pub料理、西式料理等等）、預約式的尊貴個人購物服務 (By Appointment Personal Shopping & Beyond)、鐘錶修復、服裝訂製、藥妝部、美容spa和沙龍、理髮廳、哈洛德金融服務、哈洛德銀行、私人活動據點、食物遞送、個人蛋糕訂製、個人香水調配等等。
另外，百貨內還有其他知名店鋪，如Turnbull & Asser、HMV、Waterstones、Krispy Kreme和David Clulow Opticians。

### 百貨之最
- 旺季時，超過30萬的顧客會拜訪此百貨。
- 多達5000名員工，來自超過50個不同的國家。
- 50輛遞送服務的車，每年創造達225,000的遞送次數。
- 約使用11,500個節能燈泡，每天更換300個。

## 紀念碑

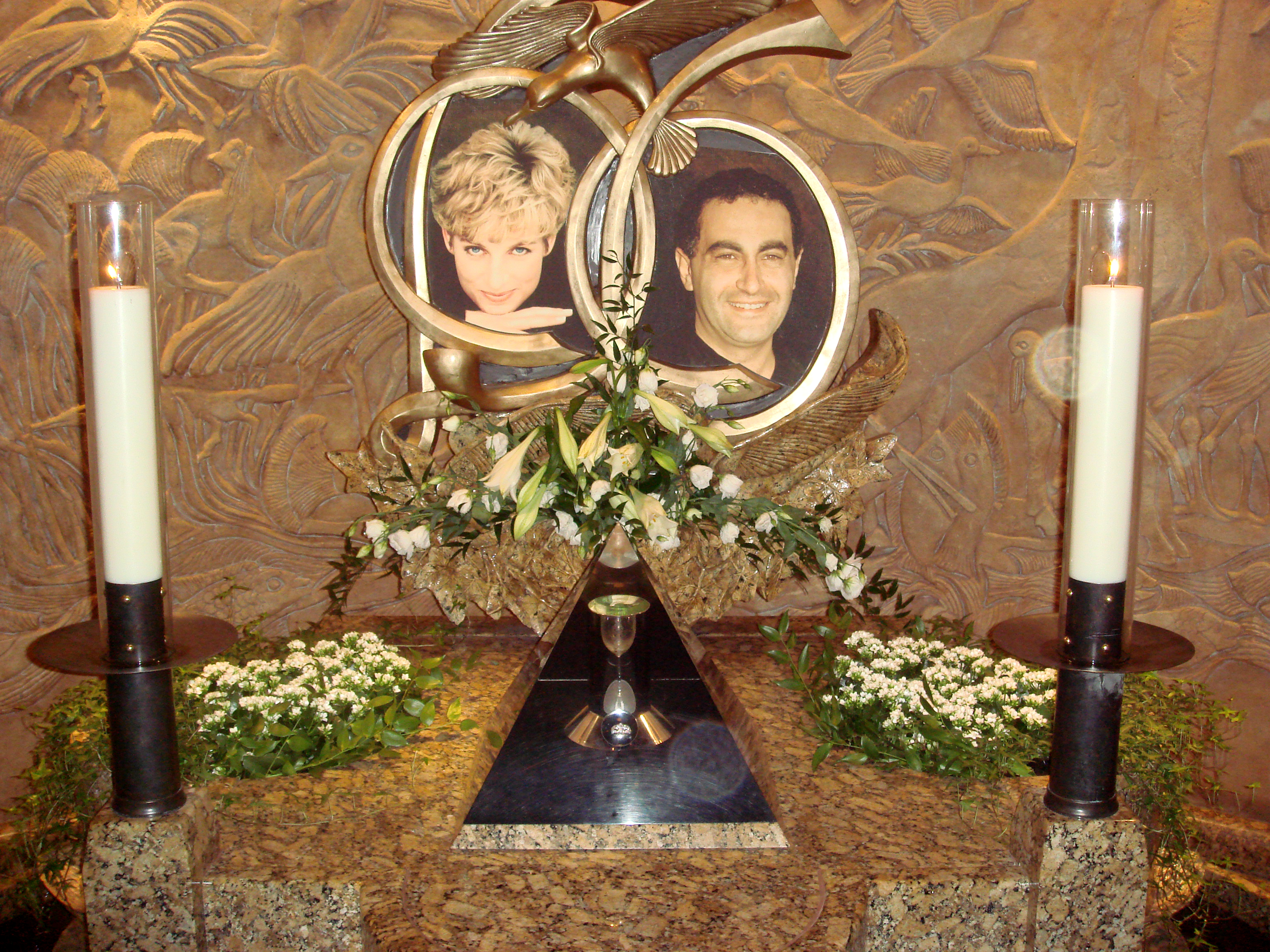
黛安娜王妃和Dodi Fayed的紀念碑

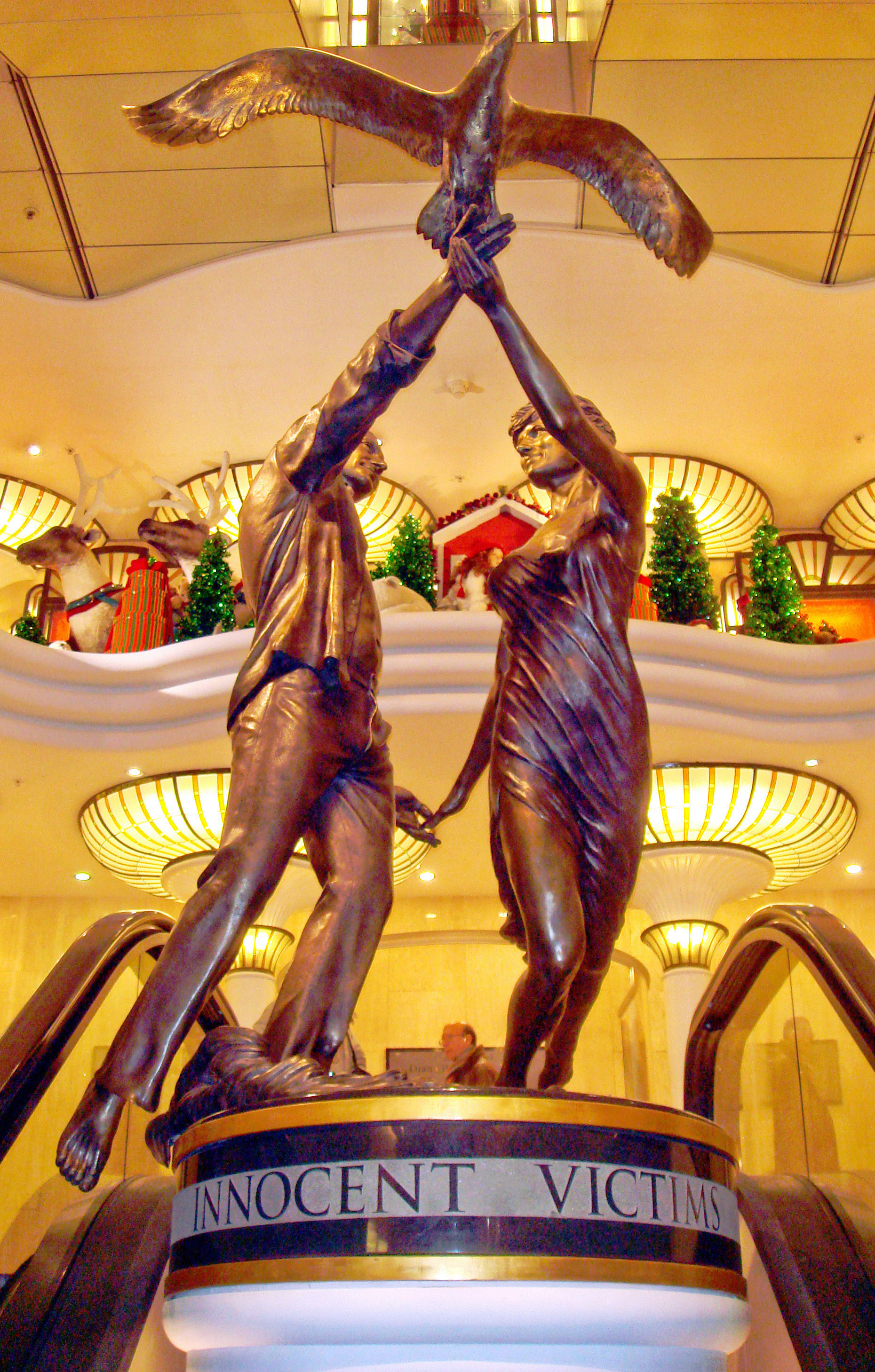
「無辜的受害者」雕像

自黛安娜王妃和多迪·法耶茲（Mohamed Al Fayed的兒子）去世後，Mohamed Al Fayed在百貨內設立兩個紀念碑以紀念這對情侶。第一座紀念碑在1998年4月12日落成，紀念碑上有：兩人的照片、有黛安娜王妃唇印的酒杯、Dodi在去世前一天買的訂婚戒指。
第二座紀念碑在2005年完成，擺設在第三道門旁帶有埃及風格的手扶梯旁，為一銅雕像，稱做「無辜的受害者」（Innocent Victims），描繪兩人在沙灘漫舞的情景，天空還有一群信天翁相伴，而信天翁代表的就是「聖靈」（Holy Spirit）。雕像由一位年近80的雕刻師比爾·米契爾完成，他是Al Fayed的密友，擔任哈洛德百貨的美術設計顧問已達40餘年之久。
Al Fayed表示，雕像的目的是要讓兩人的靈魂長存。

## 延伸閱讀
- Chris Bennett and Colin Cameron. . Andre Deutsch. 2000-02-07. ISBN 0-233-99617-6.
- Tim Dale. . Pan. November 1986. ISBN 0-330-29800-3.

## 外部連結
- 官方網站 （页面存档备份，存于）
- Harrods的Facebook專頁
- Harrods的X（前Twitter）
- YouTube上的Harrods頻道

51°29′58.51″N 00°09′48.66″W / 51.4995861°N 0.1635167°W